# Richtlijn Drukapparatuur
De Richtlijn Drukapparatuur (97/23/EG of PED 97/23/EC in het Engels, is nu 2014/68/EU) van het Europees Parlement en de Raad is een Europese richtlijn voor lidstaten van de Europese Unie, waarmee beoogd wordt de lidstaten regelgeving te laten implementeren met betrekking tot de eisen die worden gesteld aan drukapparatuur. In Nederland is deze richtlijn sinds 1 januari 2008 de wettelijke opvolger van de Stoomwet uit 1953. De richtlijn geldt voor apparatuur en vast opgestelde opslagvaten; niet voor verplaatsbare drukvaten voor transport van gassen (variërend van gasflessen tot tankcontainers). Voor verplaatsbare drukvaten geldt de Europese richtlijn 2010/35/EG.
De Richtlijn Drukapparatuur heeft betrekking op onder andere:
- Drukvaten met een inwendige overdruk boven 0,5 bar.
- Stoomketels
- Buizen en pijpen voor transport van vloeistoffen en gassen met een overdruk boven 0,5 bar.